# Alloformica
Alloformica – rodzaj mrówek należący do podrodziny Formicinae.

## Gatunki
Rodzaj obejmuje 4 gatunki:
- Alloformica aberrans (Mayr, 1877)
- Alloformica flavicornis (Kuznetsov-Ugamsky, 1926)
- Alloformica nitidior (Forel, 1904)
- Alloformica obscurior (Dlussky, 1990)